# Stazione di Rubiera
Stazione di Rubiera vasútállomás Olaszországban, Rubiera településen.

## Vasútvonalak
Az állomást az alábbi vasútvonalak érintik:
- Milánó–Bologna-vasútvonal

## Kapcsolódó állomások
A vasútállomáshoz az alábbi állomások vannak a legközelebb:
- Stazione di Modena
- Stazione di Reggio Emilia
- Marzaglia railway station